# Жастар (Магжана Жумабаєва район)
Жаста́р (каз. Жастар) — село у складі району Магжана Жумабаєва Північноказахстанської області Казахстану. Адміністративний центр Магжанського сільського округу.
Населення — 194 особи (2021; 381 у 2009, 735 у 1999, 1208 у 1989).
Національний склад станом на 1989 рік:
- росіяни — 50 %
- казахи — 28 %.

До 2018 року село називалось Молодіжне.